# Faramea frondosa
Faramea frondosa är en måreväxtart som beskrevs av Charlotte M. Taylor. Faramea frondosa ingår i släktet Faramea och familjen måreväxter.
Artens utbredningsområde är Panamá. Inga underarter finns listade i Catalogue of Life.